# 周鎬 (正德進士)
周鎬（1474年—？年），字宗化，南直隶常州府無錫縣人，湖广辰州卫军籍。

## 生平
治《詩經》，行一，由國子生中式甲子科（1504年）湖廣鄉試第七十名舉人，年三十五歲中式正德三年（1508年）戊辰科會試第一百五十一名，第三甲第八十五名進士。初授湯陰縣知县，擢刑部主事，历刑部署员外郎事主事，十六年（1521年）正月升陕西按察司佥事，嘉靖三年（1524年）九月升布政司右参议。復除贵州参议，八年二月以考察革职閑住。

## 家族
曾祖周顯。祖父周鼎，壽官。父周玑，训导。母黄氏；。具庆下，弟欽、铠、镒、錡、鳴鳳。